# Brech
Brech (bret. Brec'h) – to miejscowość i gmina we Francji, w regionie Bretania, w departamencie Morbihan.
Według danych na rok 1990 gminę zamieszkiwało 3990 osób, a gęstość zaludnienia wynosiła 98 osób/km² (wśród 1269 gmin Bretanii Brech plasuje się na 120. miejscu pod względem liczby ludności, natomiast pod względem powierzchni na miejscu 141.).